# Міхаела Чулова
Міхаела Чулова (чеськ. Michaela Čulová; нар. 14 лютого 1991, Желенице, Чехословаччина) — чеська футболістка, захисниця. Виступала за національну збірну Чехії.

## Клубна кар'єра
Футболом розпочала займатися 2000 року в «Билині», а 2004 року перебралася до «Теплиці». В академії вище вказаного клубу провела три роки, а в 2007 році, з особистих причин, перейшла до жіночого футбольного клубу.
У 2007 році приєдналася до жіночого відділення «Спарти» (Прага) з Першої ліги Чехії, у футболці якої 4 рази ставав переможцем національного чемпіонату. Навесні 2012 року отримала важку травму, через що пропустила останні матчі сезону, за підсумками якого столичний клуб виграв національний чемпіонат. Щоб полегшити її відновлення, її віддали в оренду «Богеміанс», яка на той час грала у другій лізі. Допомогла зелено-білим вийти до першої ліги.
Після закінчення оренди та повернення влітку 2013 року до «Спарти» вирішує прийняти пропозицію австрійського «Нойленгбаха», чинного чемпіона Бундесліги. За нову команду зіграла 4 матчі й допомгла австрійкам виграти Бундеслігу. Наприкінці сезону 2013/14 року вирішує повернутися до Чехії, підписавши новий контракт зі своїм першим чеським клубом, празькою «Спартою».

## Кар'єра в збірній
З 15-річного віку викликалася до дівочої збірної Чехії (WU-17), а згодом — за жіночу молодіжну збірну Чехії (WU-19). Дебют у червоній майці відбувся 5 листопада 2007 року в нічийному (1:1) матчі першого кваліфікаційного раунду чемпіонату Європи 2008 року проти одноліток з Іспанії. У футболці збірної WU-17 зіграла 6 матчів, за команду (WU-19) — 5.
У футболці національної збірної Чехії дебютувала 3 червня 2011 року в поєдинку проти Нігерії.

## Досягнення
«Спарта» (Прага)
- Перша ліга Чехії
  -  Чемпіон (5): 2007/08, 2008/09, 2009/10, 2010/11, 2011/12

- Кубок Чехії
  -  Володар (5): 2007/08, 2008/09, 2009/10, 2010/11, 2011/12

«Богеміанс» (Прага)
- Перша ліга Чехії
  -  Чемпіон (1): 2012/13

«Нойленгбах»
- Бундесліга Австрії
  -  Чемпіон (1): 2013/14